# Имивейл

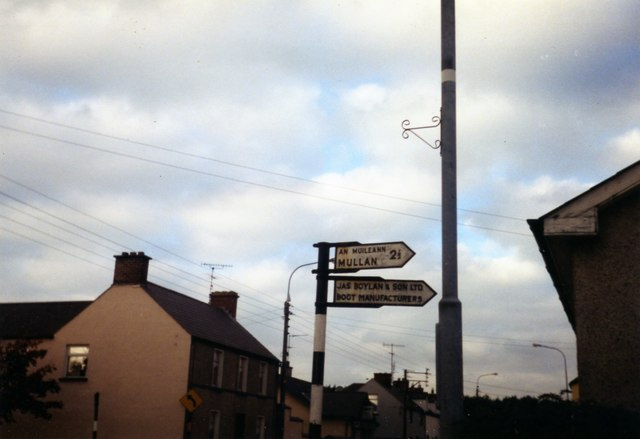

Имивейл (англ. Emyvale; ирл. Scairbh na gCaorach; ранее была известна как Scarnageeragh или Scarna, от ирл. Scairbh na gCaorach — «пересечение овец») — деревня в Ирландии, находится в графстве Монахан (провинция Ольстер).
В 1959 году было обнаружено захоронение бронзового века, хранившееся под деревней 3000 лет; к несчастью для историков, захоронение было уничтожено земляными работами.
В VIII веке сюда прибыл клан МакКенна, и в XII веке основал независимый туат, существовавший 450 лет.
В новое время Уильям Карлетон воспел деревню в своей серии Traits and Stories of The Irish Peasantry («Очерки и рассказы об ирландском крестьянстве»), в истории «Ярмарка в Имивейле» (The Fair at Emyvale). Рассказ о молодом человеке, основанный на опыте автора и включающий описание природы севера Монахана, признан одним из самых значительных описаний ирландской жизни викторианской эпохи.

## Демография
Население — 683 человека (по переписи 2006 года). В 2002 году население составляло 583 человек.
Данные переписи 2006 года:
| Общие демографические показатели |               |                               |                               |      |      |
| Всё население                    | Всё население | Изменения населения 2002—2006 | Изменения населения 2002—2006 | 2006 | 2006 |
| 2002                             | 2006          | чел.                          | %                             | муж. | жен. |
| 583                              | 683           | 100                           | 17,2                          | 332  | 351  |